# جولي درايفس
جولي درايفس (بالفرنسية: Julie Dreyfus)‏ مواليد 24 يناير 1966 في باريس، هي ممثلة فرنسية بدأت مسيرتها الفنية عام 1992.

## السيرة الذاتية
وٌلدت درايفس وترعرت في باريس، وهي الابنة الوحيدة للممثلة الفرنسية باسكال أودريه والمنتج فرانسيس درايفس. في حين أن جدها هو الكابتن الشهير ألفريد درايفس.

## المسيرة المهنية
بالإضافة إلى لغتها الأم الفرنسية، فجولي تتحدث اللغة اليابانية والإنجليزية بطلاقة، حيث تعلمت اليابانية في جامعة اللغات الأجنبية أوساكا، كما أن جولي مشهورة ومعروفة في اليابان، حيث بدأت التمثيل في التلفزة هناك، وذلك بسبب مشروع دراسي لتعليم الفرنسية في هيئة الإذاعة اليابانية.
ازدادت شهرة جولي بعد تجسيدها شخصية صوفي فاتال في فيلم اقتل بيل الجزء 1 للمخرج كوينتن تارانتينو، والذي كانت قد تعرفت عليه في مهرجان باليابان.
شاركت سنة 2007 في الفيلم القصير اليد في الحقيبة (بالفرنسية: la main dans la sac)‏، للمخرج أليكسيس واويركا.

## الأعمال
- اقتل بيل الجزء 1
- أوغاد مجهولون
- طوكيو!

## وصلات خارجية
- جولي درايفس على موقع IMDb (الإنجليزية)
- جولي درايفس على موقع ألو سيني (الفرنسية)
- جولي درايفس على موقع ميوزك برينز (الإنجليزية)
- جولي درايفس على موقع أول موفي (الإنجليزية)
- جولي درايفس على موقع قاعدة بيانات الأفلام السويدية (السويدية)
- جولي درايفس على موقع ديسكوغز (الإنجليزية)
- جولي درايفس على موقع قاعدة بيانات الفيلم (الإنجليزية)
- جولي درايفس على موقع كينوبويسك (الروسية)